# Pseudechis pailsei
Pseudechis pailsei är en ormart som beskrevs av Hoser 1998. Pseudechis pailsei ingår i släktet Pseudechis och familjen giftsnokar och underfamiljen havsormar. Inga underarter finns listade i Catalogue of Life.
Denna orm förekommer i Australien i norra Queensland. Honor lägger ägg.